# Zanclopera subusta
Zanclopera subusta är en fjärilsart som beskrevs av W. Warren 1901. Zanclopera subusta ingår i släktet Zanclopera och familjen mätare. Inga underarter finns listade i Catalogue of Life.